# Yoshimi Kobayashi
Yoshimi Kobayashi (小林 良美, Kobayashi Yoshimi, 11 août 1968 -) est une joueuse de softball japonaise. Durant les Jeux olympiques d'été de 2000, elle remporta la médaille d'argent avec l'équipe japonaise de softball.